# NGC 7495
NGC 7495 este o galaxie spirală situată în constelația Pegas. A fost descoperită în 31 octombrie 1885 de către Lewis A. Swift.